# Kerak (gouvernement)
Het district Kerak (Arabisch: الكرك, Al Karak) is een van de twaalf gouvernementen waarin Jordanië is verdeeld. De hoofdstad is Al-Karak. Het district heeft 204.135 inwoners.

## Nahias
Kerak is verdeeld in zeven onderdistricten (Nahia):
1. Ayy
2. Faqqu
3. Al-Karak
4. Al-Mazar al-Janubiyya
5. Al-Mazra'a
6. Al-Qasr
7. Al-Safi

Ajlun · Amman · Akaba · Balka · Irbid · Jerash · Kerak · Ma'an · Madaba · Mafrak · Tafilah · Zarka